# 平田仁子
平田 仁子（ひらた きみこ、1970年 -  ）は、日本の環境活動家。非政府組織「気候ネットワーク」に設立時より参加し、温室効果ガス排出削減の運動に20年以上にわたって取り組んできた。2022年には脱炭素化を推進するシンクタンク「Climate Integrate（クライメート・インテグレート）」を設立し、代表理事を務めている。ゴールドマン環境財団によれば、平田が主導した活動によって年間4200万トンのCO2、全体としては16億トン以上のCO2の排出を避けることができたと想定される。 
2021年、日本人女性として初めてゴールドマン環境賞を受賞し、翌年には英国放送協会（BBC）による100人の女性の1人に選出された。 著書に『気候変動と政治』などがある。また2018年より千葉商科大学客員准教授を務める。

## 教育と環境問題への関心
1970年、熊本県に生まれる。神奈川県立光陵高等学校卒業後、聖心女子大学文学部教育学科で教育を学び、1993年に卒業。平田が初めて気候変動の重大さに気づいたのは1992年地球サミットのときであり、当時サミットは日本のメディアで広く取り上げられていた。アル・ゴアによる『地球の掟』などの書物を読み始め、日本で国際協力NGOの礎を築いたと評価される星野昌子の講義を受けるうちに、国際的な活動に興味を持った。
大学卒業後は、学術書の出版社に勤務し、環境問題についての本を読み続けながら英語も勉強した。1996年、仕事を辞め、Climate Instituteの1年間のインターンシップのためにアメリカに移住した。アメリカではNational Water Foundationや生物多様性に焦点を当てたスミソニアンプログラムのボランティアにも参加し、NGO運営のコースも受講した。
2019年に早稲田大学大学院社会科学研究科で博士号（社会科学博士）を取得した。

## 活動家として
1997年、京都議定書が採択されることになるCOP3に合わせて日本に戻り、翌年には気候変動を止めることを目的としたNGO「気候ネットワーク」に設立時より参加した。同団体は日本の京都議定書の遵守を監視する数少ない活動的な組織の一つとなった。

### 石炭火力発電への反対活動
2011年3月、東日本大震災とそれに伴う福島第一原子力発電所事故が発生すると、石炭火力発電が重視され、2015年までに50の新しい石炭火力発電所の計画が立てられた。そうして日本は当時、G7諸国の中で唯一新規の石炭火力発電所を計画している国となった。
平田は気候ネットワークの重点を政策主導型から草の根の運動に変える必要があると認識し、石炭に反対するため多面的な戦術を採用した。同団体は全国の提案中の石炭火力発電所計画を追跡するウェブサイトを立ち上げた。石炭火力の環境と健康への危険性について人々の意識を高めるために、平田は科学者や汚染の専門家、ジャーナリスト、弁護士、地域社会のリーダー、その他NGOと協働した。石炭火力発電者が計画されている複数の地域で、地元市民活動家のネットワーク形成に尽力し、公聴会で話をするなどした。他にも数年にわたりCOP会議での抗議運動を調整した。 
またグリーンピースの研究者とともに、予想される大気汚染により日本で毎年1000人が時期尚早の死を迎えるという報告書を作成し、カーボントラッカーとオックスフォード大学のサステナブルファイナンスプログラムの支援を得て、新規石炭火力発電所への投資のリスク分析を行った。 
平田の草の根の活動は、2022年11月までに、50の計画のうちの17の中止につながった。

### 石炭投資撤退の活動
2020年、平田は石炭開発事業者への民間融資で世界最大のメガバンクであるみずほフィナンシャルグループに対し、石炭会社への融資を厳しくするよう迫る株主運動の先陣に立った。3月中旬の気候ネットワークによる、北欧の6つのファンドに後援された提起は、日本の上場企業に対して提案された初めての株主主導の気候変動に関する決議案であり、気候変動に関連するさらなる情報開示やパリ協定に沿った事業に向けた明確な目標設定を求めた。提案の1か月後、みずほは同年6月に新規の石炭火力発電への融資を停止し、2050年までに石炭への投資から撤退する計画を発表した。翌日には三井住友フィナンシャルグループが同様に5月に石炭火力発電への融資を停止すると発表した。一方、平田は両方の取り組みがパリ協定の遵守には届いていないとして批判した。その後6月、決議案は否決されたものの、みずほの株主の35パーセントが賛成票を投じた。

### 脱炭素
2021年12月、気候ネットワークの国際ディレクターを退職した。なお理事にはとどまり、翌年1月に脱炭素化に注力するClimate Integrateを設立した。同年7月には同団体が論文『アンモニア利用への壮大な計画 迷走する日本の脱炭素』を公表した。

## 私生活
夫と2人の子どもがおり、東京都に住んでいる。

## 主な著書
- 原発も温暖化もない未来を創る（編著、2012年、コモンズ）
- 気候変動と政治 気候政策統合の到達点と課題（2021年、成文堂）
- 気候変動を学ぼう（2023年、合同出版）